# Mialet, Dordogne
Mialet är en kommun i departementet Dordogne i regionen Nouvelle-Aquitaine i sydvästra Frankrike. Kommunen ligger i kantonen Saint-Pardoux-la-Rivière som tillhör arrondissementet Nontron. År 2022 hade Mialet 629 invånare.

## Befolkningsutveckling
Antalet invånare i kommunen Mialet
Referens:INSEE